# Leming wyspowy
Leming wyspowy (Lemmus ognevi) – gatunek ssaka z podrodziny karczowników (Arvicolinae) w obrębie rodziny chomikowatych (Cricetidae).

## Zasięg występowania
Leming wyspowy występuje we wschodniej Rosji we wschodniej Syberii między rzekami Lena i Kołyma, na Kamczatce, Wyspach Nowosyberyjskich i Wyspie Wrangla.

## Taksonomia
Gatunek zgodnie z zasadami nazewnictwa binominalnego opisał w 1933 roku rosyjski zoolog Boris Winogradow nadając mu nazwę Lemmus amurensis ognevi. Holotyp pochodził z rzeki Nelgese, w okolicy Wierchojańska, w Jakucji, w Rosji. 
Nazwa ognevi jest tradycyjnie uważana za synonim L. sibiricus; jednak dane genetyczne dopasowują wschodnią część rozmieszczenia L. sibiricus do północnej populacji L. amurensis, gdzie L. ognevi i L. sibiricus są taksonem siostrzanym L. amurensis, co przemawia za wyróżnieniem go jako gatunku. Nadal potrzebne są dane morfometryczne, aby lepiej odróżnić L. ognevi od L. sibiricus i L. amurensis. Nazwy ognevi, bungei, flavescens (obecnie uważana za nomen nudum), novosibiricus i portenkoi są wstępnie uważane za synonimy tego gatunku, chociaż nazwa portenkoi często była traktowana jako odrębny gatunek. Albo bungei lub novosibiricus, albo portenkoi mogą być najstarszą dostępną nazwą dla tego gatunku, chociaż okazy z miejsc typowych nie zostały przetestowane. Po publikacji rozpoznającej L. ognevi nazwa ta została zachowana, choć prawdopodobnie nie jest to najstarsza dostępna dla tego gatunku nazwa. Autorzy Illustrated Checklist of the Mammals of the World uznają ten takson za gatunek monotypowy.

### Etymologia
- Lemmus: norw. lemming „leming”[7].
- ognevi: prof. Siergiej Iwanowicz Ogniow (ros. Сергей Иванович Огнёв) (1866–1951), rosyjski zoolog, taksonom[8].

## Biologia i ekologia
Zamieszkuje doliny rzek i strumieni o umiarkowanie wilgotnej glebie, porośnięte roślinnością zielną, dębikiem ośmiopłatkowym i wierzbami. W środkowej części wyspy kolonie są częste na równinach rzeki Mamontowaja i niskich terasach. Kiedy na początku sierpnia zaczynają się opady śniegu, lemingi te przenoszą się na tereny o grubszej jego pokrywie, takie jak brzegi rzek i strumieni, nizinne mokradła i małe wyschnięte jeziora tundrowe. Do roztopów na początku czerwca przebywają pod pokrywą śniegową. Migracje sezonowe tego gatunku odbywają się na krótkie dystanse i nie są masowe.
W skład diety leminga wyspowego wchodzą 53 różne gatunki roślin, w tym szczególnie wrzosy, wełnianki, zboża i zielone mchy.
Samica wydaje w miocie od 5 do 7 młodych.